# Duble Buble
Duble Buble fue un grupo de Pop formado en la comarca catalana de Osona a principios de la década de 1980.

## Historia
El grupo se formó a principios de la década de los 80, y se consolidó en 1983 cuando llegó a la final del 2º concurso de rock del Ayuntamiento de Barcelona.  Un año más tarde ganan el premio “Mogollón Barcelona” y en 1985 el premio “Juventas” otorgado por la Escola Superior de Relacions Públiques de la Universitat de Barcelona y Ràdio 4. Estos premios obtenidos por la banda permitieron que en 1985 grabaran su primer LP Urbi et orbi, que rápidamente se colocó en lo alto de las listas de éxitos de varias radios musicales de Cataluña. De este disco hay que destacar los temas Perduts en mig de l'espai y M'estimes tant que m'abonyegues, este último con letra de Quim Monzó y Jaume Vallcorba y Plana.
El 1987 sacan su segundo disco, Clava't que de nuevo incorpora letras de escritores como el mismo Monzó, María Jaén o Ramon Barnils. El tema que daba nombre al álbum llegó a ser número 1 en el programa Clip Club de Tv3 y que presentaba Mikimoto.
En el año siguiente, 1988, graban el disco Vides exemplars que contará con un videoclip del tema El sentit de la vida, grabado con la complicidad del programa "Oh! Bongònia" de Tv3. Estos serán los años de éxito de la formación. 
Después de varios problemas con su discográfica, en 1989 abandonan el mundo activo de la música. Así desaparecía una banda decisiva de la historia moderna del pop-rock catalán.
No obstante, en 1991, aparece el álbum Bumerang autoproducido, que sería el último disco de la formación. Se editó bajo el nombre D.B., es decir, las iniciales de Duble Buble.
En el año 2001 aparece un álbum recopilatorio llamado Recull y en 2006 Revisitant que pone al día sus temas. Junto con este álbum se hacen una serie de conciertos que permite volver a ver en directo el grupo.

## Componentes
- Mari Martínez (voz)
- Ramon Ferrer (guitarra)
- Jaume Coromina "Met" (voz)
- Lluïsa Latorre (teclados)
- Francesc Latorre (bajo)
- Leonci Coromina "Fonso" (batería)
- Pep Poblet (saxofón y clarinete)

## Discografía
- Urbi et orbi (1985)
- Clava't (1986)
- Vides exemplars (1988)
- Bumerang (1991)
- Recull (2001)
- Revisitant (2006)